# Belgium miniszterelnökeinek listája
Az alábbi lista tartalmazza Belgium miniszterelnökeit 1830-tól napjainkig. A posztot Belgiumban Premier Ministre (franciául), Eerste Minister (hollandul) és Premierminister (németül) ismerik az ország három hivatalos nyelvén.
Az ország függetlenségének elnyerése után a király nevezte ki a kormány vezetőjét (akkori megnevezéssel: Chefs de Cabinet), és egészen 1918-ig a király vezette a kormány üléseit. Az első modern értelemben vett miniszterelnök csak az első világháború után kinevezett Léon Delacroix volt.
| Miniszterelnök neve    | Pártja                                            |                     | Hivatali ideje      | Államfő                                                                           |                                       |
| ---------------------- | ------------------------------------------------- | ------------------- | ------------------- | --------------------------------------------------------------------------------- | ------------------------------------- |
|                        | Étienne Constantin de Gerlache                    | Katolikus           |                     | 1831. február 27. - 1831. március 10.                                             | Érasme-Louis Surlet de Chokier (1831) |
|                        | Étienne de Sauvage                                | Liberális           |                     | 1831. március 28. - 1831. július 21.                                              | Érasme-Louis Surlet de Chokier (1831) |
|                        | Félix de Muelenaere                               | Katolikus           |                     | 1831. július 24. - 1832. október 20.                                              | I. Lipót 1831 - 1865                  |
|                        | Albert Goblet d’Alviella                          | Liberális           |                     | 1832. október 20. - 1834. augusztus 4.                                            | I. Lipót 1831 - 1865                  |
|                        | Barthélémy de Theux de Meylandt                   | Katolikus           |                     | 1834. augusztus 4.–1840. április 18.                                              | I. Lipót 1831 - 1865                  |
|                        | Joseph Lebeau                                     | Liberális           |                     | 1840. április 18. - 1841. április 13.                                             | I. Lipót 1831 - 1865                  |
|                        | Jean-Baptiste Nothomb                             | Liberális           |                     | 1841. április 13. - 1845. július 30.                                              | I. Lipót 1831 - 1865                  |
|                        | Sylvain Van de Weyer                              | Liberális           |                     | 1845. július 30. - 1846. március 31.                                              | I. Lipót 1831 - 1865                  |
|                        | Barthélémy de Theux de Meylandt (2. hivatali idő) | Katolikus           |                     | 1846. március 31. - 1847. augusztus 12.                                           | I. Lipót 1831 - 1865                  |
|                        | Charles Rogier                                    | Liberális           |                     | 1847. augusztus 12. - 1852. október 31.                                           | I. Lipót 1831 - 1865                  |
|                        | Henri de Brouckère                                | Liberális           |                     | 1852. október 31. - 1855. március 30.                                             | I. Lipót 1831 - 1865                  |
|                        | Pierre de Decker                                  | Katolikus           |                     | 1855. március 30. - 1857. november 9.                                             | I. Lipót 1831 - 1865                  |
|                        | Charles Rogier (2. hivatali idő)                  | Liberális           |                     | 1857. november 9. - 1868. január 3.                                               | I. Lipót 1831 - 1865                  |
| II. Lipót 1865 - 1909  | Charles Rogier (2. hivatali idő)                  | Liberális           |                     | 1857. november 9. - 1868. január 3.                                               |                                       |
|                        | Walthère Frère-Orban                              | Liberális           |                     | 1868. január 3. - 1870. július 2.                                                 |                                       |
|                        | Jules d’Anethan                                   | Katolikus           |                     | 1870. július 2. - 1871. december 7.                                               |                                       |
|                        | Jules Malou                                       | Katolikus           |                     | 1871. december 7. - 1878. június 19.                                              |                                       |
|                        | Walthère Frère-Orban (2. hivatali idő)            | Liberális           |                     | 1878. június 19. - 1884. június 16.                                               |                                       |
|                        | Jules Malou (2. hivatali idő)                     | Katolikus           |                     | 1884. június 16. – 1884. október 26.                                              |                                       |
|                        | Auguste Beernaert                                 | Katolikus           |                     | 1884. október 26. - 1894. március 26.                                             |                                       |
|                        | Jules de Burlet                                   | Katolikus           |                     | 1894. március 26. - 1896. február 25.                                             |                                       |
|                        | Paul de Smet de Naeyer                            | Katolikus           |                     | 1896. február 25. - 1899. január 24.                                              |                                       |
|                        | Jules Vandenpeereboom                             | Katolikus           |                     | 1899. január 24. - 1899. augusztus 5.                                             |                                       |
|                        | Paul de Smet de Naeyer (2. hivatali idő)          | Katolikus           |                     | 1899. augusztus 5. - 1907. május 2.                                               |                                       |
|                        | Jules de Trooz                                    | Katolikus           |                     | 1907. május 2. - 1908. január 9.                                                  |                                       |
|                        | François Schollaert                               | Katolikus           |                     | 1908. január 9. - 1911. június 17.                                                |                                       |
| I. Albert 1909 - 1934  | François Schollaert                               | Katolikus           |                     | 1908. január 9. - 1911. június 17.                                                |                                       |
|                        | Charles de Broqueville (1860–1940)                | 1911. június 17.    | 1918. június 1.     | Belga Katolikus Párt (Parti catholique) (Katholieke Partij)                       |                                       |
|                        | Gérard Cooreman (1852–1926)                       | 1918. június 1.     | 1918. november 21.  | Belga Katolikus Párt (Parti catholique) (Katholieke Partij)                       |                                       |
|                        | Léon Delacroix (1867–1929)                        | 1918. november 21.  | 1920. november 20.  | Belga Katolikus Párt (Parti catholique) (Katholieke Partij)                       |                                       |
|                        | Henry Carton de Wiart (1869–1951)                 | 1920. november 20.  | 1921. december 16.  | Belga Katolikus Párt (Parti catholique) (Katholieke Partij)                       |                                       |
|                        | Georges Theunis (1873–1966)                       | 1921. december 16.  | 1925. május 13.     | Belga Katolikus Párt (Parti catholique) (Katholieke Partij)                       |                                       |
|                        | Aloys Van de Vyvere (1871–1961)                   | 1925. május 13.     | 1925. június 17.    | Belga Katolikus Párt (Parti catholique) (Katholieke Partij)                       |                                       |
|                        | Prosper Poullet (1868–1937)                       | 1925. június 17.    | 1926. május 20.     | Belga Katolikus Párt (Parti catholique) (Katholieke Partij)                       |                                       |
|                        | Henri Jaspar (1870–1939)                          | 1926. május 20.     | 1931. június 6.     | Belga Katolikus Párt (Parti catholique) (Katholieke Partij)                       |                                       |
|                        | Jules Renkin (1862–1934)                          | 1931. június 6.     | 1932. október 22.   | Belga Katolikus Párt (Parti catholique) (Katholieke Partij)                       |                                       |
|                        | Charles de Broqueville (1860–1940)                | 1932. október 22.   | 1934. november 20.  | Belga Katolikus Párt (Parti catholique) (Katholieke Partij)                       |                                       |
| III. Lipót 1939 - 1951 | Charles de Broqueville (1860–1940)                | 1932. október 22.   | 1934. november 20.  | Belga Katolikus Párt (Parti catholique) (Katholieke Partij)                       |                                       |
|                        | Georges Theunis (1873–1966)                       | 1934. november 20.  | 1935. március 25.   | Belga Katolikus Párt (Parti catholique) (Katholieke Partij)                       |                                       |
|                        | Paul van Zeeland (1893–1973)                      | 1935. március 25.   | 1937. november 24.  | Belga Katolikus Párt (Parti catholique) (Katholieke Partij)                       |                                       |
|                        | Paul-Émile Janson (1873–1944)                     | 1937. november 24.  | 1938. május 15.     | Liberális Párt (Liberale Partij) (Parti libéral)                                  |                                       |
|                        | Paul-Henri Spaak (1899–1972)                      | 1938. május 15.     | 1939. február 22.   | Belga Szocialista Párt (Parti Socialiste belge) (Belgische Socialistische Partij) |                                       |
|                        | Hubert Pierlot (1883–1963)                        | 1939. február 22.   | 1945. február 12.   | Belga Katolikus Párt (Parti catholique) (Katholieke Partij)                       |                                       |
|                        | Achille Van Acker (1898–1975)                     | 1945. február 12.   | 1946. március 13.   | Belga Szocialista Párt (Parti Socialiste belge) (Belgische Socialistische Partij) |                                       |
|                        | Paul-Henri Spaak (1899–1972)                      | 1946. március 13.   | 1946. március 31.   | Belga Szocialista Párt (Parti Socialiste belge) (Belgische Socialistische Partij) |                                       |
|                        | Achille Van Acker (1898–1975)                     | 1946. március 31.   | 1946. augusztus 3.  | Belga Szocialista Párt (Parti Socialiste belge) (Belgische Socialistische Partij) |                                       |
|                        | Camille Huysmans (1871–1968)                      | 1946. augusztus 3.  | 1947. március 20.   | Belga Szocialista Párt (Parti Socialiste belge) (Belgische Socialistische Partij) |                                       |
|                        | Paul-Henri Spaak (1899–1972)                      | 1947. március 20.   | 1949. augusztus 11. | Belga Szocialista Párt (Parti Socialiste belge) (Belgische Socialistische Partij) |                                       |
|                        | Gaston Eyskens (1905–1988)                        | 1949. augusztus 11. | 1950. június 8.     | Keresztényszocialista Párt (Christelijke Volkspartij) (Parti Social Chrétien)     |                                       |
|                        | Jean Duvieusart (1900–1977)                       | 1950. június 8.     | 1950. augusztus 16. | Keresztényszocialista Párt (Christelijke Volkspartij) (Parti Social Chrétien)     |                                       |
|                        | Joseph Pholien (1884–1968)                        | 1950. augusztus 16. | 1952. január 15.    | Keresztényszocialista Párt (Christelijke Volkspartij) (Parti Social Chrétien)     |                                       |
| I. Baldvin 1951 - 1993 | Joseph Pholien (1884–1968)                        | 1950. augusztus 16. | 1952. január 15.    | Keresztényszocialista Párt (Christelijke Volkspartij) (Parti Social Chrétien)     |                                       |
|                        | Jean Van Houtte (1907–1991)                       | 1952. január 15.    | 1954. április 23.   | Keresztényszocialista Párt (Christelijke Volkspartij) (Parti Social Chrétien)     |                                       |
|                        | Achille Van Acker (1898–1975)                     | 1954. április 23.   | 1958. június 26.    | Belga Szocialista Párt (Parti Socialiste belge) (Belgische Socialistische Partij) |                                       |
|                        | Gaston Eyskens (1905–1988)                        | 1958. június 26.    | 1961. április 25.   | Keresztényszocialista Párt (Christelijke Volkspartij) (Parti Social Chrétien)     |                                       |
|                        | Théo Lefèvre (1914–1973)                          | 1961. április 25.   | 1965. július 28.    | Keresztényszocialista Párt (Christelijke Volkspartij) (Parti Social Chrétien)     |                                       |
|                        | Pierre Harmel (1911–2009)                         | 1965. július 28.    | 1966. március 19.   | Humanista Demokratikus Közép (Centre démocrate humaniste)                         |                                       |
|                        | Paul Vanden Boeynants (1919–2001)                 | 1966. március 19.   | 1968. július 17.    | Humanista Demokratikus Közép (Centre démocrate humaniste)                         |                                       |
|                        | Gaston Eyskens (1905–1988)                        | 1968. július 17.    | 1973. január 26.    | Kereszténydemokrata és Flamand (Christen-Democratisch en Vlaams)                  |                                       |
|                        | Edmond Leburton (1915–1997)                       | 1973. január 26.    | 1974. április 25.   | Belga Szocialista Párt (Parti Socialiste belge) (Belgische Socialistische Partij) |                                       |
|                        | Leo Tindemans (1922–2014)                         | 1974. április 25.   | 1978. október 20.   | Kereszténydemokrata és Flamand (Christen-Democratisch en Vlaams)                  |                                       |
|                        | Paul Vanden Boeynants (1919–2001)                 | 1978. október 20.   | 1979. március 3.    | Humanista Demokratikus Közép (Centre démocrate humaniste)                         |                                       |
|                        | Wilfried Martens (1936–2013)                      | 1979. március 3.    | 1981. március 31.   | Kereszténydemokrata és Flamand (Christen-Democratisch en Vlaams)                  |                                       |
|                        | Mark Eyskens (1933)                               | 1981. március 31.   | 1981. december 17.  | Kereszténydemokrata és Flamand (Christen-Democratisch en Vlaams)                  |                                       |
|                        | Wilfried Martens (1936–2013)                      | 1981. december 17.  | 1992. március 7.    | Kereszténydemokrata és Flamand (Christen-Democratisch en Vlaams)                  |                                       |
|                        | Jean-Luc Dehaene (1940–2014)                      | 1992. március 7.    | 1999. július 12.    | Kereszténydemokrata és Flamand (Christen-Democratisch en Vlaams)                  |                                       |
| II. Albert 1993 - 2013 | Jean-Luc Dehaene (1940–2014)                      | 1992. március 7.    | 1999. július 12.    | Kereszténydemokrata és Flamand (Christen-Democratisch en Vlaams)                  |                                       |
|                        | Guy Verhofstadt (1953)                            | 1999. július 12.    | 2008. március 20.   | Nyitott Flamand Liberálisok és Demokraták (Open Vlaamse Liberalen en Democraten)  |                                       |
|                        | Yves Leterme (1960)                               | 2008. március 20.   | 2008. december 30.  | Kereszténydemokrata és Flamand (Christen-Democratisch en Vlaams)                  |                                       |
|                        | Herman Van Rompuy (1947)                          | 2008. december 30.  | 2009. november 25.  | Kereszténydemokrata és Flamand (Christen-Democratisch en Vlaams)                  |                                       |
|                        | Yves Leterme (1960)                               | 2009. november 25.  | 2011. december 6.   | Kereszténydemokrata és Flamand (Christen-Democratisch en Vlaams)                  |                                       |
|                        | Elio Di Rupo (1951)                               | 2011. december 6.   | 2014. október 11.   | Szocialista Párt (Parti Socialiste)                                               |                                       |
| Fülöp 2013 -           | Elio Di Rupo (1951)                               | 2011. december 6.   | 2014. október 11.   | Szocialista Párt (Parti Socialiste)                                               |                                       |
|                        | Charles Michel (1975)                             | 2014. október 11.   | 2019. október 27.   | Reform Mozgalom (Mouvement Réformateur)                                           |                                       |
|                        | Sophie Wilmès (1975)                              | 2019. október 27.   | 2020. október 1.    | Reform Mozgalom (Mouvement Réformateur)                                           |                                       |
|                        | Alexander De Croo (1975)                          | 2020. október 1.    | 2025. február 3.    | Nyitott Flamand Liberálisok és Demokraták (Open Vlaamse Liberalen en Democraten)  |                                       |
|                        | Bart De Wever (1970)                              | 2025. február 3.    | hivatalban          | Új Flamand Szövetség (Nieuw-Vlaamse Alliantie)                                    |                                       |

## Lásd még
- Belgium történelme
- Belgium uralkodóinak listája
- Belgium politikai élete